# القضايا البيئية في الكويت

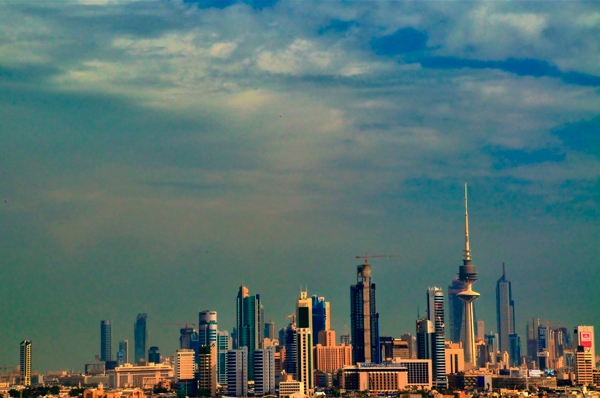
ناطحات السحاب في مدينة الكويت.

تقع الكويت في الشرق الأوسط، وهي دولة صغيرة نسبيًا كانت مركزًا للعديد من القضايا السياسية والاقتصادية على مدى العقود القليلة الماضية. ونتيجة لهذه التوترات، تواجه الكويت، فضلاً عن بلدان أخرى في المنطقة، بما في ذلك إيران والعراق وقطر، تهديدات ناجمة عن القضايا البيئية. إن خسارة الزراعة بسبب تغير المناخ، والتلوث الناجم عن صناعة النفط في البلاد، وحرائق النفط في عام 1991، فضلاً عن الأضرار التي لحقت بالزراعة والتنوع البيولوجي ليست سوى بعض القضايا البيئية الشائعة. وقد عملت الحكومة الكويتية على التخفيف من حدة هذه القضايا والتكيف معها من خلال السياسات وإنشاء هيئات للبحث والتثقيف والإعلام حول المشاكل البيئية ومصادرها وتأثيراتها.

## تاريخ القضايا البيئية في الكويت

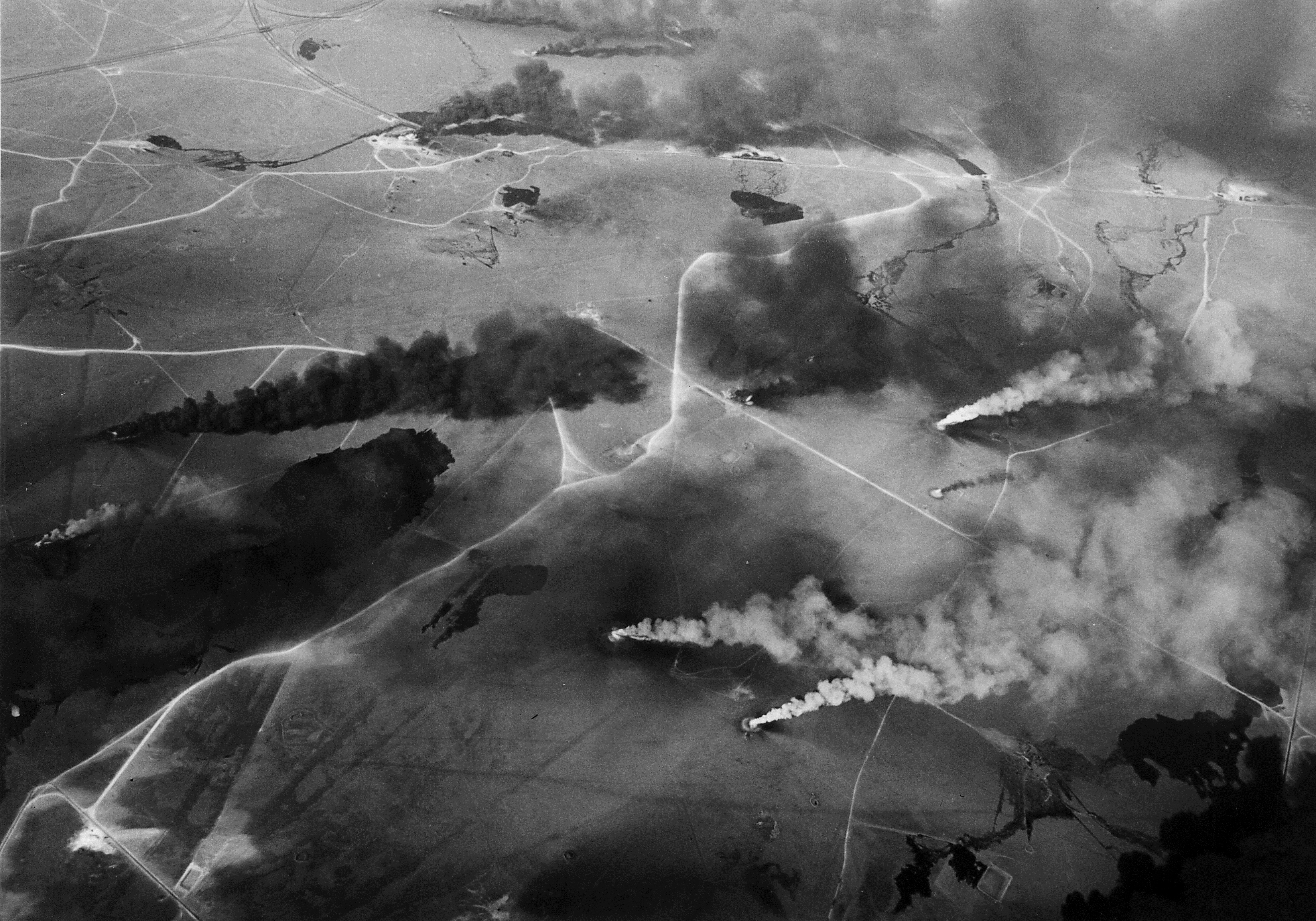
حرائق آبار النفط الكويتية عام 1991 أثناء حرب الخليج

في ضوء حرب الخليج، أجرت الحكومة الكويتية، التي كانت تتعافى من الدمار البيئي والاقتصادي، أبحاثاً لمعرفة المزيد عن المشاكل البيئية بما في ذلك مصادرها وتأثيراتها وإمكانيات الترابط فيما بينها. وقد توصل مجلس من الباحثين الكويتيين إلى أن حرائق آبار النفط عام 1991 لم تتسبب فقط في زيادة كبيرة في تلوث الهواء الكلي، بل تسببت أيضًا في مقتل أنواع من الحيوانات بالإضافة إلى تلوث التربة ومصادر المياه التي لها آثار طويلة الأمد. وقد توصل الباحثون أنفسهم إلى أن السياسات الرامية إلى عكس هذه الأضرار كانت محدودة الفعالية والجدوى في ظل الافتقار إلى التكنولوجيا اللازمة لتنظيف الهواء ومصادر المياه، فضلاً عن استمرار انقراض الأنواع، وأنواع معينة من التلوث. وبدلاً من تخصيص الوقت والمال لتنظيف بيئتها وأنظمتها البيئية المستنزفة، ركزت الكويت على إعادة بناء اقتصادها من خلال دعم تكاليف الإنتاج لشركات النفط، فضلاً عن خفض تكاليف الواردات للدول التي تشتري النفط. وقد أدى هذا الاعتماد على حفر النفط وتصديره إلى تفاقم عدد من القضايا البيئية بما في ذلك التلوث وتغير المناخ. خلال اتفاقية الأمم المتحدة الإطارية بشأن تغير المناخ، وكذلك اتفاقيات كيوتو وكوبنهاغن وباريس، راقبت الدول المتقدمة والنامية الكويت باستمرار لاحتلالها المرتبة الأولى بين الدول المساهمة الأكبر في انبعاثات الغازات المسببة للاحتباس الحراري، في حين تعمل على إعادة بناء اقتصادها وتتجاهل الجهود العالمية للتخفيف من آثار تغير المناخ ومعالجة مصادر الطاقة المتجددة التي من شأنها الحد من التلوث والآثار الزراعية السلبية.[بحاجة لمصدر] وكان المبرر النهائي لهذا التدقيق هو حقيقة أن الكويت صادقت على اتفاقية الأمم المتحدة الإطارية بشأن تغير المناخ في عام 1995 وبروتوكول كيوتو في عام 2005، معربة عن قلقها المنهجي بشأن المشاكل البيئية ولكنها لم تحقق أي تقدم ملموس في السياسات لمعالجة هذه المشاكل.[بحاجة لمصدر]
وفي السنوات الأخيرة، ومع تزايد توافق المجتمع الدولي بشأن القضايا البيئية، اتخذت الكويت خطوات، على الصعيدين المحلي والدولي، لمعالجة المشاكل البيئية في البلاد من خلال سنّ سياسات لتنظيم إنتاج النفط وإنشاء هيئات حكومية لتنظيم الصناعات وتأثيرات السياسات، مثل وكالة حماية البيئة الخاصة بها.[بحاجة لمصدر] بالإضافة إلى ذلك، شاركت الكويت بشكل أكبر في الاتفاقيات الدولية، حيث قدمت مساهمة وطنية مقصودة محددة (INDC) خلال اتفاقية باريس، وهو أول إصلاح جوهري لتغير المناخ تلتزم به الكويت على الإطلاق. ومع ذلك، فإن الركود المستمر فيما يتصل بالقضايا البيئية لا يزال يشوه صورة الكويت العالمية ويفرض عواقب صحية كبيرة على البشر وغير البشر.[بحاجة لمصدر]

## تغير المناخ
يعد تغير المناخ قضية بيئية عالمية تتصدر جدول الأعمال الدولي. وعلى الرغم من المعارضة، فقد تم البحث في آثاره وإثباتها من قبل العديد من العلماء في جميع أنحاء العالم، بما في ذلك -على سبيل المثال لا الحصر- اتفاقية الأمم المتحدة الإطارية بشأن تغير المناخ والهيئة الحكومية الدولية المعنية بتغير المناخ. تشير الاتجاهات الحالية إلى أن مناخ الأرض سيزداد بمعدل 4 درجة مئوية بحلول عام 2050.
وفي الكويت، خلص الباحثون إلى أن الاتجاهات الحالية للنشاط في المنطقة، والتي تنبع بشكل أساسي من إنتاج النفط في الكويت، يمكن أن تتسبب في زيادة المناخ بمقدار 1.6 درجة مئوية على المستوى الإقليمي بحلول عام 2035 إذا لم يتم اتخاذ أي إجراءات للتخفيف.
وتشمل التأثيرات الأخرى لمثل هذا الارتفاع في المناخ ما يلي:
- انخفاض في هطول الأمطار بنحو 2 ملم سنويًا بحلول عام 2035 مما يؤدي إلى تفاقم الجفاف[6]
- زيادة في العواصف الترابية[6]
- ارتفاع مستوى سطح البحر على طول المناطق الساحلية، مما يهدد البنية التحتية الحضرية والبحيرات والمستنقعات المالحة[6]

### المشاركة في قمة المناخ
تشمل القمم المناخية العالمية الثلاث التي شاركت فيها الكويت قمة ريو بشأن اتفاقية الأمم المتحدة الإطارية بشأن تغير المناخ، وبروتوكول كيوتو، واتفاقية باريس. وكجزء من اتفاقية الأمم المتحدة الإطارية بشأن تغير المناخ، التزمت الكويت بالانضمام إلى تحالف عالمي لتحقيق زيادة قدرها درجتين مئويتين في مناخ العالم عن مستويات ما قبل الصناعة بحلول عام 2020. ولكن البلاد لم تقدم أي خطة رسمية لإدارة أو خفض مستويات انبعاثات الغازات المسببة للاحتباس الحراري. وعلى الرغم من ضعف الالتزامات، واعتمادها على تعهدات باهظة الثمن من جانب البلدان المتقدمة، فقد خدمت اتفاقية الأمم المتحدة الإطارية بشأن تغير المناخ غرضاً أعظم باعتباره حدثاً تعليمياً يركز على قضية تغير المناخ بدلاً من كونه حدثاً يؤدي إلى التعبئة.
خلال بروتوكول كيوتو، ألقى المندوبون الكويتيون اللوم على الولايات المتحدة والمملكة المتحدة فيما يتعلق بالأضرار البيئية والتداعيات الناجمة عن حرب الخليج. وعلى الرغم من التركيز مرة أخرى على نهج من الأعلى إلى الأسفل للحصول على التزامات مالية قوية من البلدان المتقدمة، فإن معظم بلدان العالم النامي لم تكن ملزمة أو حثت على الانضمام إلى القوة العالمية. وفي حين اعتبرت اتفاقية كيوتو بمثابة فشل في التوصل إلى اتفاق شامل بشأن تغير المناخ، بدأت الكويت في اتخاذ خطوات نحو التخفيف من آثار تغير المناخ على أمل أن يؤدي التنقل المرئي إلى تغيير في التصور العام، فضلاً عن المساعدات المالية من العالم النامي. وكان من أهم هذه السياسات التخفيفية إنشاء هيئة حماية البيئة الكويتية لإجراء البحوث والتعليم ووضع السياسات اللازمة لمعالجة القضايا البيئية، وخاصة تغير المناخ.
وفي الفترة ما بين بروتوكول كيوتو واتفاقية باريس في عام 2015، عُقدت العديد من القمم المناخية بما في ذلك الاتفاقيات في قرطاجنة وبالي وكوبنهاغن؛ ومع ذلك، لم تتخذ الكويت، على الرغم من حضورها، أي إجراء أو قيادة مهمة في التخفيف من تغير المناخ على المستوى العالمي. وعلى الصعيد المحلي، كانت العديد من السياسات واللوائح محل نقاش مستفيض دون جدوى، ولكن هذا كان بمثابة تغيير عميق في الرؤية تم اعتباره بمثابة ركود عام.

رسم بياني يوضح إنتاج النفط الكويتي واستهلاكه وصافي الواردات وصافي الصادرات

وفي عام 2015، خضعت الكويت للتدقيق مرة أخرى بشأن تصنيفها الثابت كواحدة من أكبر المساهمين في انبعاثات الغازات المسببة للاحتباس الحراري. واتهمت بعض الدول الحكومة الكويتية بالتواطؤ مع شركة نفط الكويت، المحفز الاقتصادي الأساسي للبلاد، حيث يعد البترول أكبر أصول الكويت المالية، إذ يمثل أكثر من 50% من الناتج المحلي الإجمالي للبلاد، و94% من عائدات التصدير، و90% من دخل الحكومة. وقد نفى الوفد الكويتي علانية أي تواطؤ، وأراد أن يثبت للمجتمع الدولي خطأه من خلال التوقيع على اتفاقية رائدة. وكجزء من اتفاق باريس، قدمت الدول الموقعة مساهماتها المحددة وطنيا، وهي الخطوط العريضة العامة للعمل المناخي بعد عام 2020. وقد صيغت هذه المساهمات المحددة وطنيا للحفاظ على الأهداف الرئيسية الثلاثة للاتفاقية: "الحفاظ على ارتفاع متوسط درجة الحرارة إلى أقل كثيرا من درجتين مئويتين، ومواصلة الجهود للحد من الارتفاع إلى 1.5 درجة مئوية، وتحقيق صافي انبعاثات صفرية في النصف الثاني من هذا القرن".
تنص المساهمات المحددة وطنيا الكويتية، التي لم يتم التصديق عليها حتى عام 2016، على أن البلاد ستواصل "العمل كالمعتاد" بين عامي 2020 و2035، مما يشير إلى عدم وجود حظر أو خفض كبير في إنتاجها النفطي؛ ومع ذلك، قالت الحكومة إنها ستسعى جاهدة لتحقيق التنمية الاقتصادية المستدامة من خلال المشاريع والتشريعات لتنويع توليد الطاقة لديها وكذلك استكشاف فرص العمل في القطاع الخاص، بما في ذلك التكنولوجيا. أصبحت طاقة الرياح والطاقة الشمسية أكثر انتشارًا ببطء على الرغم من الاعتماد المفرط على البترول. وبعد فترة وجيزة من اتفاق باريس، بدأت الحكومة الكويتية مبادرة من خلال إنشاء دعم للغاز الطبيعي بهدف خفض الانبعاثات بنحو 60% بحلول عام 2020. كما أقرت الحكومة سياسة محلية تسعى إلى تحقيق هدف بنسبة 15% من إجمالي إنتاج الطاقة من المصادر المتجددة بحلول عام 2030. إن إحدى أكبر العوائق وأكثرها انتشاراً أمام إنتاج الطاقة المتجددة هي قدرة شركات النفط الكبرى في الكويت على التأثير على الاقتصاد، إيجاباً وسلباً، إلى أن يتم إنشاء قطاعات اقتصادية أخرى وتحقيق الربح.

### التكيف مع تغير المناخ
اتخذت الكويت العديد من التدابير التكيفية لحماية صحة ورفاهية مواطنيها والتي تشمل:
- بناء محطات تحلية المياه[8]

- - يعتمد حوالي 37% من المواطنين الكويتيين على المياه المالحة من الخليج نتيجة جفاف مصادر المياه النظيفة.[8] وبحسب علماء محليين، فإن هذا الاعتماد سوف يتزايد مع ارتفاع متوسط درجات الحرارة، بسبب جفاف مصادر المياه النظيفة.[8] وبدورها، بدأت الكويت بحماية مصادر المياه العذبة للحفاظ على الاستقرار البيئي والتنوع البيولوجي. منذ عام 2005، دعمت الحكومة بناء محطات تحلية المياه وكذلك توزيع المياه من خلال تشجيع الشركات على الاستثمار في المياه وكذلك ابتكار التكنولوجيا لإنتاج المياه النظيفة.[8] ويتم حاليًا توزيع المياه في الأسواق عبر خطوط الأنابيب وأنظمة الري للمزارعين.
- التثقيف حول تحلية المياه المنزلية[8]
  - قامت الكويت، بالشراكة مع الأمم المتحدة، بالبحث والتطوير لعمليات تحلية المياه في المنازل بطريقة أكثر فعالية من حيث التكلفة والفورية.ref name=":5" /> وهذا مفيد للغاية للسكان في الكويت الذين يعيشون بعيداً عن المراكز الحضرية الأكبر نسبياً أو ليس لديهم القدرة على إنشاء البنية التحتية اللازمة للحفاظ على إمكانية الوصول المستمر إلى المياه العذبة.
- أنظمة التحذير من العواصف الرملية[8]
  - يربط خبراء الأرصاد الجوية الذين ترعاهم الأمم المتحدة في الكويت بين تغير المناخ وزيادة وتيرة العواصف.[8] وتحدث أضرار جسيمة للبنية التحتية وخسائر في الأرواح عندما تكتسب هذه العواصف الغبارية قوة أو تكون غير متوقعة. إن سكان المناطق الريفية في الكويت، الذين يتعرضون لهذه العواصف الرملية بشكل متكرر وشديد مقارنة بالمراكز الحضرية، لا يملكون في كثير من الأحيان المال أو الخبرة لإعادة بناء البنية التحتية. وقد طبقت الحكومة الكويتية أنظمة تحذيرية، وتحديداً صافرات الإنذار، للسماح بالاستعداد للعواصف الرملية القادمة.[8]

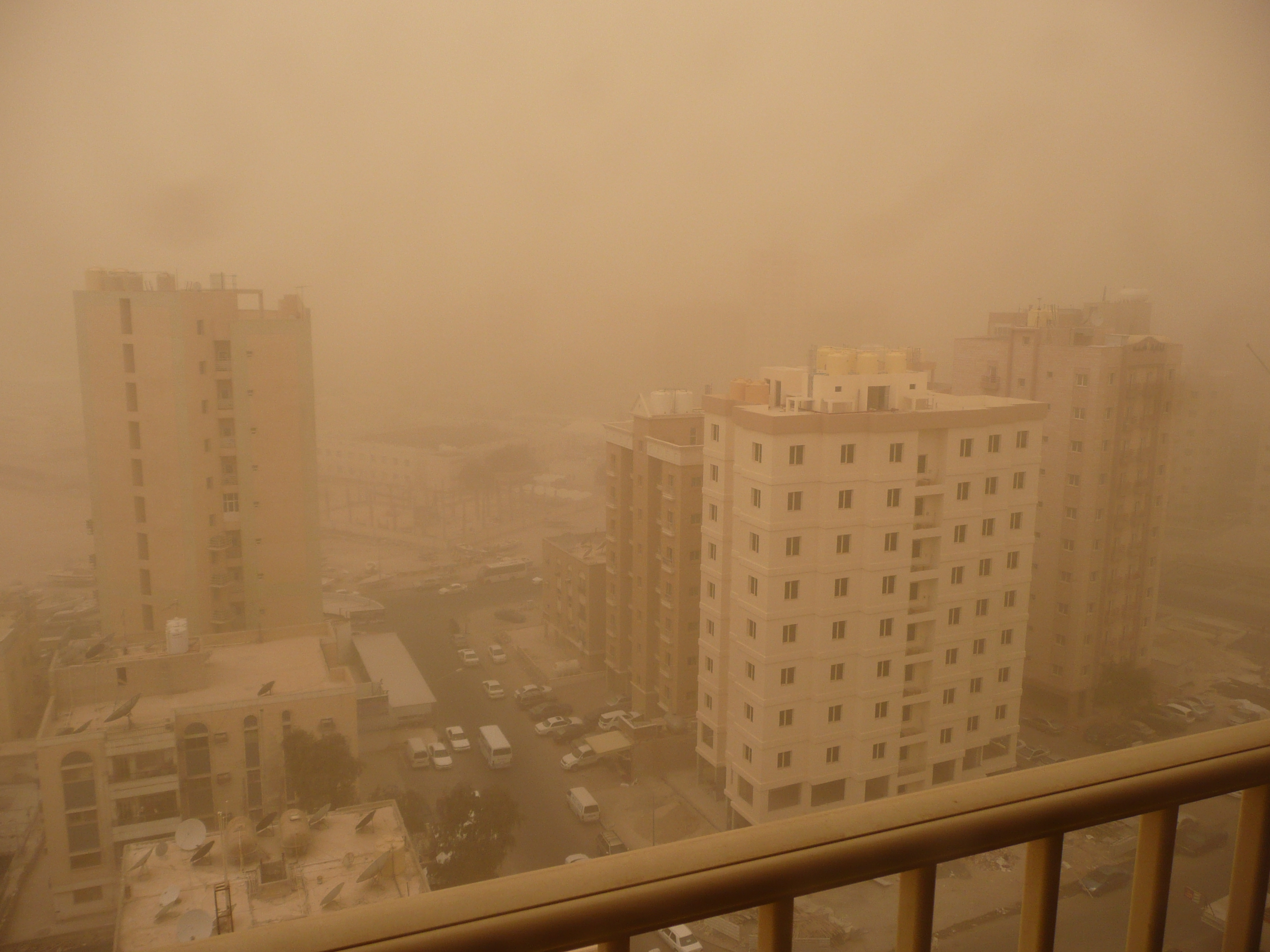
عاصفة رملية في السالمية بالكويت

## تلوث الهواء

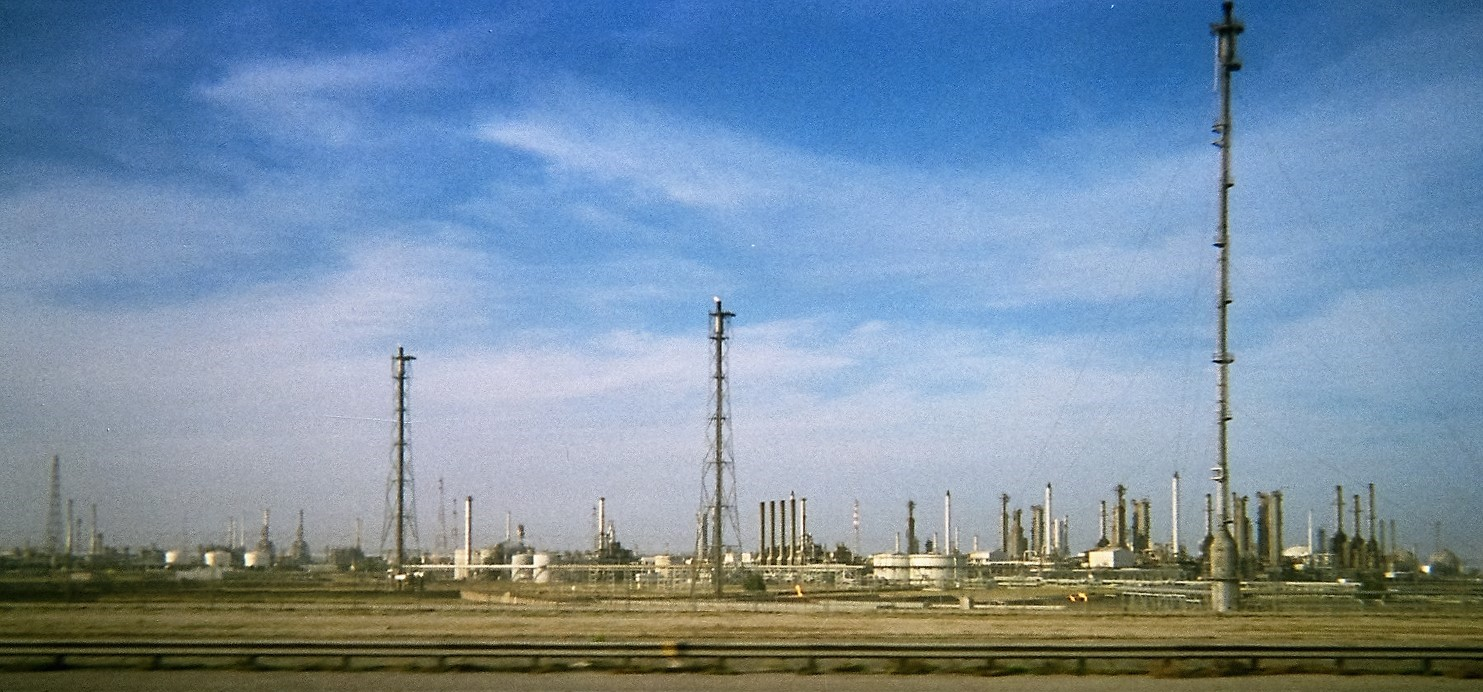
حقل نفط في مدينة الكويت، الكويت

تنتج صناعة النفط في الكويت كميات كبيرة من التلوث الناجم عن حرق الوقود الأحفوري أثناء الحفر أو التكسير الهيدروليكي وفي عملية تصدير النفط وتخزينه. تحتوي البلاد على آبار نفطية كبيرة يتم استغلالها دائمًا وإعادة تعبئتها. تشكل آبار النفط هذه أجزاء كبيرة من الأرض تعمل كمستودعات للوقود حتى تصبح الشركة جاهزة لاستخدام المخازن أو تصديرها.

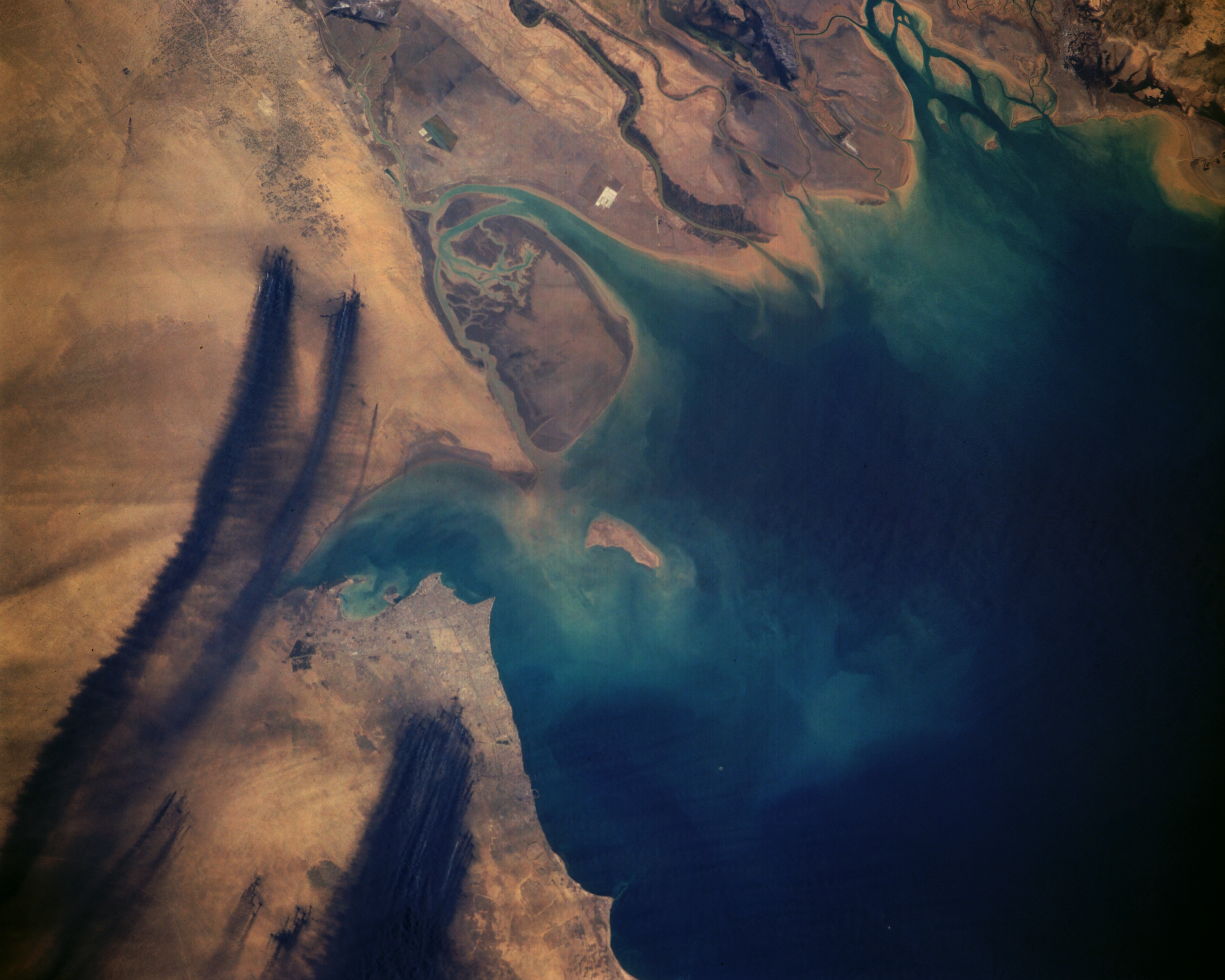
دخان يتصاعد من حقول النفط الكويتية المحترقة بعد أن أشعل صدام حسين النيران فيها أثناء حرب الخليج.

لم يتمكن باحثو الأمم المتحدة من قياس كمية التلوث الناجم عن حرائق النفط بشكل دقيق، ومع ذلك تشير الأبحاث إلى أن الحرائق تسببت في أضرار لا يمكن إصلاحها للمناخ وكذلك الأوزون. وتشمل المشاكل الناجمة عن حرائق النفط بالتزامن مع استمرار تلوث الهواء نتيجة لإنتاج النفط ما يلي:
- الضرر على صحة المواطنين الكويتيين[بحاجة لمصدر]
  - انتشرت الملوثات الناجمة عن الحرائق في مختلف أنحاء الكويت والمنطقة، مما تسبب في استنشاق الرماد الذي أدى إلى ارتفاع كبير في حالات الربو والتهاب الشعب الهوائية وأمراض أخرى تؤدي إلى ضيق التنفس والوفاة في بعض الحالات.[بحاجة لمصدر] وقد شكل هذا مشكلة منهجية لاقتصاد البلاد حيث أنفق الناس المزيد على الرعاية الصحية بالإضافة إلى أخذ إجازة من العمل. ومع استمرار تلوث الهواء، لاحظت حكومة الكويت ارتفاعاً في الأمراض ليس فقط بين العاملين في صناعة النفط ولكن أيضاً بشكل خاص حول المناطق التي يتم فيها حفر النفط أو تكسيره وتخزينه.[بحاجة لمصدر]
- الضرر بصحة غير البشر[بحاجة لمصدر]

وتسببت الحرائق في مقتل العديد من الحيوانات في المنطقة، بما في ذلك الطيور والقوارض والثعابين، مما أدى إلى تعريض أنواع معينة للخطر أو انقراضها. إن الباحثين المحليين والدوليين غير متأكدين من تأثير تلوث الهواء على غير البشر ولكنهم خلصوا إلى أن الزيادات في تلوث الهواء تسبب الأمراض والعلل بين أنواع الحيوانات والنباتات المحيطة بمراكز النفط أو التي تتعرض للاضطراب بسبب بناء مواقع النفط.[بحاجة لمصدر]

### التكيف مع تلوث الهواء
لقد كانت الكويت تعتمد دائمًا على إنتاج النفط، مما أدى إلى استمرار المشاكل المرتبطة بتلوث الهواء. وفي حين عملت البلاد على توليد المزيد من مصادر الطاقة المتجددة، فإن وفرة النفط والاعتماد العالمي على النفط سمحا باستمرار الإنتاج.
وقد اتخذت الكويت بعض التدابير للتخفيف من تلوث الهواء الناجم عن إنتاج النفط، مثل تشديد المعايير الخاصة بانبعاثات الملوثات، فضلاً عن تطوير نظام لتجارة الانبعاثات مع العملاء الأساسيين للصناعة. كانت هناك العديد من المقترحات السياسية الأخرى بما في ذلك فرض الضرائب على محطات النفط التي تنبعث منها غازات الاحتباس الحراري بما يتجاوز مستويات ما قبل عام 2010 بالإضافة إلى إعانات الدعم لتلك المحطات التي تستخدم التكنولوجيا الخضراء. وقد أدت هذه السياسات إلى خلق الوعي بشأن ضرورة تقليل تلوث الهواء على الرغم من استمرار إنتاج النفط، فضلاً عن الخطوات الأولية للحد من انبعاثات الغازات المسببة للاحتباس الحراري.
وعلى المستوى العالمي، ألقت الكويت اللوم على الغرب في انتشار تلوث الهواء في تسعينيات القرن العشرين في العديد من المؤتمرات البيئية والسياسية. ورغم عدم تقديم أي تعويضات عن الأفعال المرتكبة ضد الكويت خلال حرب الخليج، فقد اتخذت البلاد المزيد من المبادرات نحو الحد من ملوثات الهواء، وخاصة انبعاثات الغازات المسببة للاحتباس الحراري. وفي السنوات الأخيرة، نجحت الكويت في خفض انبعاثاتها، مما أدى إلى خفض تلوث الهواء بشكل غير مباشر، ولكنها تظل واحدة من أكبر الدول الملوثة في العالم.[بحاجة لمصدر]

## تلوث المياه
شهدت الكويت نقصًا في المياه تفاقم بسبب تغير المناخ. ونتيجة لذلك، أصبح المواطنون وغير البشر يعتمدون بالفعل على تحلية المياه فضلاً عن ندرة موارد المياه. وهذا يجعل التوازن في توفير المياه المستدامة أمرا حساسا.[بحاجة لمصدر]
إن حرائق آبار النفط الكويتية بالإضافة إلى التلوث المستمر الناجم عن صناعة النفط لا تهدد جودة المياه فحسب، بل إنها جعلت بعض مصادر المياه غير صالحة للاستخدام. وعندما اندلعت الحرائق، استقر الرماد المسؤول عن المشاكل الصحية في مصادر المياه، مثل الخزانات والجداول ومخازن المياه العذبة لمحطات تحلية المياه. وبالإضافة إلى ذلك، أدى حرق جزء كبير من النفط إلى إطلاق مواد كيميائية في الأرض تسربت إلى طبقات المياه الجوفية. ويعتمد البشر وغير البشر على هذه المصادر، التي تدعمها طبقات المياه الجوفية، مما يجعل التلوث له تأثير سلبي على صحة العديد من الأنواع.[بحاجة لمصدر] يعتقد علماء الأمم المتحدة والعلماء المحليون أنه لا توجد طريقة مهمة لتنظيف مصادر المياه أو ضمان نظافة المياه في هذه المصادر بسبب المواد الكيميائية المخففة للغاية؛ ومع ذلك، فإن التعليم حول كيفية اختبار المياه بالإضافة إلى الموارد للمزارعين للحصول على المياه العذبة عزز مبادرات المياه النظيفة.[بحاجة لمصدر] وفي حين أن هذا لا يساعد الأنواع غير البشرية، فإن الحد من تلوث المياه بشكل أكبر يمكن أن يضمن عدم إصابة الأنواع بالمرض أو التعرض للخطر.
تشكل صناعة النفط في الكويت تهديداً كبيراً لموارد المياه الثمينة والسامة بالفعل. ولا تزال الكويت تخزن ملايين البراميل من النفط في آبار نفطية بها تسريبات تتسبب في تسرب مواد كيميائية إلى الأرض. وتتدفق هذه المواد الكيميائية دائمًا إلى طبقات المياه الجوفية التي تنخفض قيمتها ببطء بالفعل. كما أن مصانع النفط تطلق مواد كيميائية نتيجة حرق تلك الأراضي في مصادر المياه المكشوفة.[بحاجة لمصدر]
أنشأت حكومة الكويت بالتعاون مع شركة نفط الكويت برنامج معالجة البيئة في الكويت في عام 2013 بهدف تنظيف المنتجات الثانوية لحرب الخليج عام 1991 وغزو العراق عام 2003. لقد حقق هذا البرنامج بعض النجاح في تنظيف الانسكابات النفطية حيث قاموا بالفعل بإزالة 1.650.000 لغم أرضي ويخططون لتطهير ما يزيد عن 114 ميل مربع (300 كـم2). وتقدر قيمة البرنامج بأكثر من 3 مليارات دولار.
على المستوى العالمي، كان هناك تركيز أكبر بكثير على تغير المناخ وتخفيف الانبعاثات مقارنة بالحد من تلوث الأرض والمياه. ولم تحيد الكويت عن هذه الأجندة.